# Francesco Cosso
Francesco Cosso (Reggio Calabria, 31 maggio 1988) è un arbitro di calcio italiano.

## Carriera
Ha iniziato ad arbitrare nel 2004, arrivando in Lega Pro nel 2017. Nel 2021 viene promosso in C.A.N. A-B, esordendo nella serie cadetta il 27 agosto, nella partita Pisa-Alessandria, vinta per 2-0 dai toscani. Il 6 febbraio 2022 debutta in Serie A, in occasione dell'incontro Bologna-Empoli, terminato 0-0.
Il 1° luglio 2025 viene avvicendato dalla CAN per motivate valutazioni tecniche.